# Dol Baran
De Dol Baran is een heuvel in Midden-aarde, de fantasiewereld verzonnen door J.R.R. Tolkien. Het is de laatste heuvel van de noordelijke uitlopers aan de zuidkant van de Nevelbergen en ligt niet ver verwijderd van Isengard. De heuvel is gesitueerd in Rohan en slechts een kleine afstand ten oosten ervan stroomt de Isen.
Aan de voet van de Dol Baran ligt een klein dal waar de overgeblevenen van het Reisgenootschap van de Ring na de Slag van de Hoornburg overnachten. Gandalf heeft daar de Palantír van Orthanc onder zijn hoede, maar 's nachts kan de hobbit Pepijn zijn nieuwsgierigheid niet meer beheersen en kijkt hij in de Palantír. Sauron heeft echter ook een Palantír en probeert Pepijn te overheersen om informatie uit hem te krijgen en hem naar Barad-dûr te krijgen. Doordat Sauron overhaast is geeft Pepijn niet alle informatie prijs over Frodo en de Ene Ring.